# 14丁目駅 (パストレイン)
14丁目駅（英語: 14th Street）は1908年2月25日に開業したパストレイン（開業当時はハドソン&マンハッタン鉄道）の駅で、マンハッタン区チェルシーの南端にあたる14丁目と6番街の交差点付近にある。

## 駅構造
| G                                 | 地上階                                           | 出入口 |
| B1                                | 改札階                                           | 改札、駅員詰所、メトロカード/OMNY自動販売機、パストレイン乗換 |
| B2 ブロードウェイ -7番街線 ホーム | 南行緩行線                                       | ← サウス・フェリー駅行き（クリストファー・ストリート-ストーンウォール駅） ← 深夜のみ：フラットブッシュ・アベニュー-ブルックリン・カレッジ駅行き（クリストファー・ストリート-ストーンウォール駅） |
| B2 ブロードウェイ -7番街線 ホーム | 島式ホーム、緩行線は左側、急行線は右側ドアが開く | |
| B2 ブロードウェイ -7番街線 ホーム | 南行急行線                                       | ← フラットブッシュ・アベニュー-ブルックリン・カレッジ駅行き（チェンバーズ・ストリート駅） ← ニューロッツ・アベニュー駅行き（チェンバーズ・ストリート駅）                                         |
| B2 ブロードウェイ -7番街線 ホーム | 北行急行線                                       | → ウェイクフィールド-241丁目駅行き（34丁目-ペン・ステーション駅）→ ハーレム-148丁目駅行き（34丁目-ペン・ステーション駅）→                                                                        |
| B2 ブロードウェイ -7番街線 ホーム | 島式ホーム、緩行線は左側、急行線は右側ドアが開く | |
| B2 ブロードウェイ -7番街線 ホーム | 北行緩行線                                       | → ヴァン・コートラント・パーク-242丁目駅行き（18丁目駅）→ 深夜のみ：ウェイクフィールド-241丁目駅行き（18丁目駅）→                                                                                |
| B2 6番街線/ パストレイン ホーム   | 南行緩行線                                       | ← コニー・アイランド-スティルウェル・アベニュー駅行き（西4丁目-ワシントン・スクエア駅） ← 平日：ミドル・ヴィレッジ-メトロポリタン・アベニュー駅行き（西4丁目-ワシントン・スクエア駅）            |
| B2 6番街線/ パストレイン ホーム   | 相対式ホーム、左側ドアが開く                     | |
| B2 6番街線/ パストレイン ホーム   | 相対式ホーム、右側ドアが開く                     | |
| B2 6番街線/ パストレイン ホーム   | パストレイン南行線                               | ← HOB–33 ホーボーケン駅行き（9丁目駅） ← JSQ–33 ジャーナル・スクエア駅行き（9丁目駅） ← JSQ–33 (via HOB) ジャーナル・スクエア駅行き（9丁目駅）                                                   |
| B2 6番街線/ パストレイン ホーム   | パストレイン北行線                               | → HOB–33 33丁目駅行き（23丁目駅）→ JSQ–33 33丁目駅行き（23丁目駅）→ JSQ–33 (via HOB) 33丁目駅行き（23丁目駅）→                                                                                   |
| B2 6番街線/ パストレイン ホーム   | 相対式ホーム、右側ドアが開く                     | |
| B2 6番街線/ パストレイン ホーム   | 相対式ホーム、左側ドアが開く                     | |
| B2 6番街線/ パストレイン ホーム   | 北行緩行線                                       | → ジャマイカ-179丁目駅行き（23丁目駅）→ 平日：フォレスト・ヒルズ-71番街駅行き（23丁目駅）→ |
| B3 カナーシー線 ホーム            | 北行線                                           | ← 8番街駅行き（終点） |
| B3 カナーシー線 ホーム            | 島式ホーム、左側ドアが開く                       | |
| B3 カナーシー線 ホーム            | 南行線                                           | → カナーシー-ロッカウェイ・パークウェイ駅行き（ユニオン・スクエア駅）→ |
| B4 6番街線                        | 南行急行線                                       | ← 通過 |
| B4 6番街線                        | 北行急行線                                       | → 通過 → |

相対式ホーム2面2線の駅であるが、ホーム間連絡通路はない。南行ホームはIND6番街線の14丁目駅のメザニンと共有しているが、北行ホームからは直接通りに出てしまう。
1908年開業の駅舎は、IND6番街線の建設に伴ってわずかに変更された。ホームは南に延長され、北端は閉鎖された。これによりパストレイン南行ホームがIND南行線とエントランスを共用できるようになった。

## 19丁目駅
北隣の駅はハドソン・アンド・マンハッタン鉄道の北端駅だった19丁目駅（廃駅）であった。19丁目駅は1908年2月25日に開業し、1954年8月1日に廃止された。現在では資機材置き場として使われており、14丁目駅 - 23丁目駅間を走行する列車から見ることができる。

## 地下鉄との接続
以下のニューヨーク市地下鉄路線と直接乗換ができる。
- IND6番街線14丁目駅でF系統、M系統
- IRTブロードウェイ-7番街線14丁目駅で1系統、2系統、3系統（1ブロックほどの連絡通路で連絡）
- BMTカナーシー線6番街駅でL系統

ニュージャージー州からの乗客はいったん降車してホームを下り、地下鉄のエントランスから入って各線のメザニンに向かわなければならない。
ニュージャージー州方面のエントランスは14丁目-6番街交差点の南西角・北西角にある。33丁目方面のエントランスは6番街東側の13丁目と14丁目の中間あたりにある。
近くにはニュースクール大学とユニオンスクエアがある。